# Невша
Не́вша (болг. Невша) — село у Варненській області Болгарії. Входить до складу общини Ветрино.

## Населення
За даними перепису населення 2011 року у селі проживала 501 особа.
Національний склад населення села:
| Національність   | Кількість осіб | Відсоток |
| ---------------- | -------------- | -------- |
| болгари          | 380            | 79,0%    |
| цигани           | 55             | 11,4%    |
| турки            | 9              | 1,9%     |
| інша             | 6              | 1,2%     |
| не визначились   | 31             | 6,4%     |
| Всього відповіли | 481            |          |

Розподіл населення за віком у 2011 році:
Динаміка населення: